# Ithomia
Genre
Ithomia est un genre de papillons de la famille des Nymphalidae et de la sous-famille des Danainae.

## Historique et  dénomination
Le genre  Ithomia a été nommé par Jacob Hübner en 1816.

## Liste des espèces
- Ithomia agnosia Hewitson, 1855
- Ithomia amarilla Haensch, 1903
- Ithomia arduinna d'Almeida, 1952
- Ithomia avella Hewitson, 1854
- Ithomia celemia Hewitson, 1854
- Ithomia cleora Hewitson, 1855
- Ithomia diasia Hewitson, 1854
- Ithomia drymo Hübner, 1816
- Ithomia eleonora Haensch, 1905
- Ithomia ellara Hewitson, 1874
- Ithomia heraldica Bates, 1866
- Ithomia hyala Hewitson, 1856
- Ithomia iphianassa Doubleday, 1847
- Ithomia jucunda Godman & Salvin, 1878
- Ithomia lagusa Hewitson, 1856
- Ithomia leila Hewitson, 1852
- Ithomia lichyi d'Almeida, 1939
- Ithomia patilla Hewitson, 1852
- Ithomia praeithomia Vitale & Bollino, 2003
- Ithomia praeithomia Vitale & Bollino, 2003
- Ithomia terra Hewitson, 1853
- Ithomia xenos (Bates, 1866)[1].